# 太平區 (台灣)
太平區，舊稱「鳥榕頭」、「大平」，位於臺灣臺中市東南部，臺中市區的東南方。全區面積有120.7473平方公里，人口約20.0萬人，以面積而言是臺中市第二大區（僅次於和平區），人口則僅次於北屯區、西屯區與大里區，排行全市第四多。
區境內大部分為丘陵地與山區，人口集中於轄區西部的臺中盆地邊緣，又以西北方中山路、環中東路三段沿線最為密集。主要農作物均位於西部丘陵地與山區，有枇杷、龍眼、荔枝、香蕉等，其中以枇杷最為有名，並於每年三、四月舉辦「太平枇杷節」。

## 歷史

### 地名由來
太平區舊名有「鳥松頭」、「鳥榕頭」、「鳥銃頭」、「蔗種頭」等。
「鳥榕頭」一詞由來，係清乾隆末期霧峰林家第四房林石之四子林棣在開渠闊田成功後，穩坐當地最大墾首，其故居前有兩棵大鳥榕樹，故名:92。另有一說是在入山口福德祠附近有一棵大榕樹，或者早期創建村莊於兩棵大榕樹下，鳥榕即「鳥松」之俗稱，且在臺灣話中「松」與「榕」音同，因此「鳥榕頭」又名「鳥松頭」，唯在古文書內並無以「鳥松頭」一詞稱呼太平區:254。
而在《彰化縣志》及林鳳鳴的土地文件中，多以「鳥銃頭」稱呼太平區，鳥銃是指早期的兵器，由於當地鄰近內山山腳，原為土牛界外，校栗林隘寮和大黃竹坑隘寮間為原住民活動的區域，漢人入墾後，為防禦東側山區的原住民之威脅，居民求自保而擁鳥銃保護身家生命財產:253。另有一說則是林棣之孫林瑞麟為領導關係，平日雙鎗不離腰，居民見到林瑞麟時便尊稱其「鳥銃頭」，而「鳥銃」的臺灣話發音又與「鳥槍」、「鳥榕」為諧音:92。
「太平」一詞由來，一說是日本治臺後，日軍進入臺中地區時，當地居民聯合其他抗日一軍集結在北屯、潭子兩區交界溝背處準備擊退日軍，擊退失敗後便逃往太平山區藏匿，太平的墾戶為避免日軍前來搜山傷及無辜，遂於各庄頭書「太平」兩字以示無意與日軍為敵，故使日本人改「鳥榕頭」名為「太平」:93。一說是日軍進入當地時，當地居民在半路迎接帶路，無反抗之民眾，致使日軍指揮官道「此地真太平」。另有一說則是根據日本學家伊能嘉矩的說法，當地與大里區的番子寮、塗城等地約在清乾隆末葉林爽文事件後建庄，因此有在1782年改名「太平庄」之說。不過，在多數古文書上多以「鳥銃頭庄」稱呼太平區，「太平庄」一詞之稱呼則在清光緒年間時才存在:253。

### 沿革
明鄭時期，1661年，鄭成功改赤崁為東都明京，設一府二縣，府即承天府，縣即天興縣、萬年縣，天興縣在新港溪（今鹽水溪）以北，故太平屬天興縣。1664年，鄭經改東都為東寧，提升天興、萬年兩縣為州，並設北路、南路、澎湖三安撫司，太平屬天興州與北路安撫司。1684年5月27日，臺灣納入清朝版圖，隸屬福建省，分一府三縣，全臺為臺灣府，轄諸羅縣、臺灣縣、鳳山縣，太平屬諸羅縣。1723年，清廷劃大甲溪以南、虎尾溪以北的土地為彰化縣，改設四縣一廳，太平屬彰化縣貓霧拺保:1279。1875年，藍興立堡，與貓霧拺東堡分治，太平屬藍興堡:1281。臺灣建省後，1887年，全臺分三府一直隸州，三府下分三廳十一縣，太平屬臺灣府臺灣縣藍興堡:1282。
日治時期，1895年6月28日，臺灣分三縣一廳，太平屬臺灣縣。8月24日，改為一縣二民政支部一廳，臺灣縣改為臺灣民政支部。1896年4月1日，復改三縣一廳，臺灣民政支部改為臺中縣，屬臺中縣臺中辦務署藍興堡:1283。1898年6月20日，改設三縣三廳，並裁併辦務署，屬臺中縣:1284。1901年11月11日，全臺分二十廳，太平屬臺中廳藍興堡:1285。1920年7月27日，調整地方官制，實施州、郡市、街庄制，全臺分五州二廳，大平屬臺中州大屯郡:1286。大平庄分為大平、番子路、三汴、頭汴坑、車籠埔等5個大字。1925年，大平改名「太平」:1287。
戰後1945年12月25日，全臺分八縣、九省轄市、二縣轄市，大平庄改為「太平鄉」，屬臺中縣大屯區。太平鄉分為太平村、中平村、東平村、新光村、坪林村、頭汴村、東汴村、光隆村、黃竹村等9個村:1290。1950年，實施地方自治，裁撤區署，太平鄉改直隸臺中縣:1292。由於鄰近臺中市區，且之後隨著都市計劃的實施，地價較為便宜，山麓丘陵地區的開發，使其吸引大量外來人口遷入:311－312。1996年4月，太平鄉人口突破15萬人:312，遂於8月1日改制為縣轄市「太平市」:1304，成為當時臺灣面積最大的縣轄市。期間與之後境內村里數總共歷經四次變更，至2005年8月28日起，太平市共分為39個里:1292－1314。2010年12月25日，配合臺中縣市合併為直轄市，太平市改制為「太平區」。

## 地理

### 地形
太平區位於臺中市南部略偏西位置，臺中市區的東南方，東邊以雪山山脈支脈的大橫屏山脈與臺灣省南投縣國姓鄉為鄰，西邊、北邊以旱溪、大里溪和廍子溪與東區、北屯區為界，東北邊以中央山脈支脈的頭嵙山系和新社區接壤，西南連接大里區、霧峰區:58。全區面積有120.7473平方公里，是臺中市面積第二大的行政區，僅次於和平區。全區地形呈現東高西低，海拔高度範圍約在60至1,206公尺之間，整體可分為三個部份，分別為東部的大橫屏山脈區、中部的三汀山丘陵區及西部的複合沖積扇平原區，其中山地與丘陵約佔全區的五分之四，其餘則為平地:61。
大橫屏山脈為雪山山脈南段的支脈，該地區面積約佔全區的20%，海拔高度大多在900至1,200公尺間，其中主峰大橫屏山的海拔高度為1,206公尺，是太平區的海拔最高點，由於大橫屏山脈為大里溪等諸條河流的發源地，且因西側為大茅埔斷層帶，河流切割及斷層帶使其呈現陡峭地形:62－63。三汀山是太平區中部丘陵地區最高的山，整個地區與大橫屏山脈之間隔著大茅埔斷層帶，平均海拔高度低於400公尺，是臺中盆地東緣逆衝斷層的丘陵地，並主要由頭嵙山系所組成，丘陵地區約佔太平區面積的60%，因其坡度較緩，故為農業生產的主要區域，地質上由上新世的卓蘭層與更新世的頭嵙山層所組成，地層岩性皆由砂頁岩互層組成:63－64。西部的平原地區為臺中盆地的一部份，係由廍子溪、頭汴坑溪與草湖溪共同切割三汀山丘陵區所沖積出的聯合沖積扇，地質上為近世的沖積層，地勢較為平坦，海拔高度約在100公尺左右，土質肥沃且灌溉便利，故適於農耕:64。

### 水文

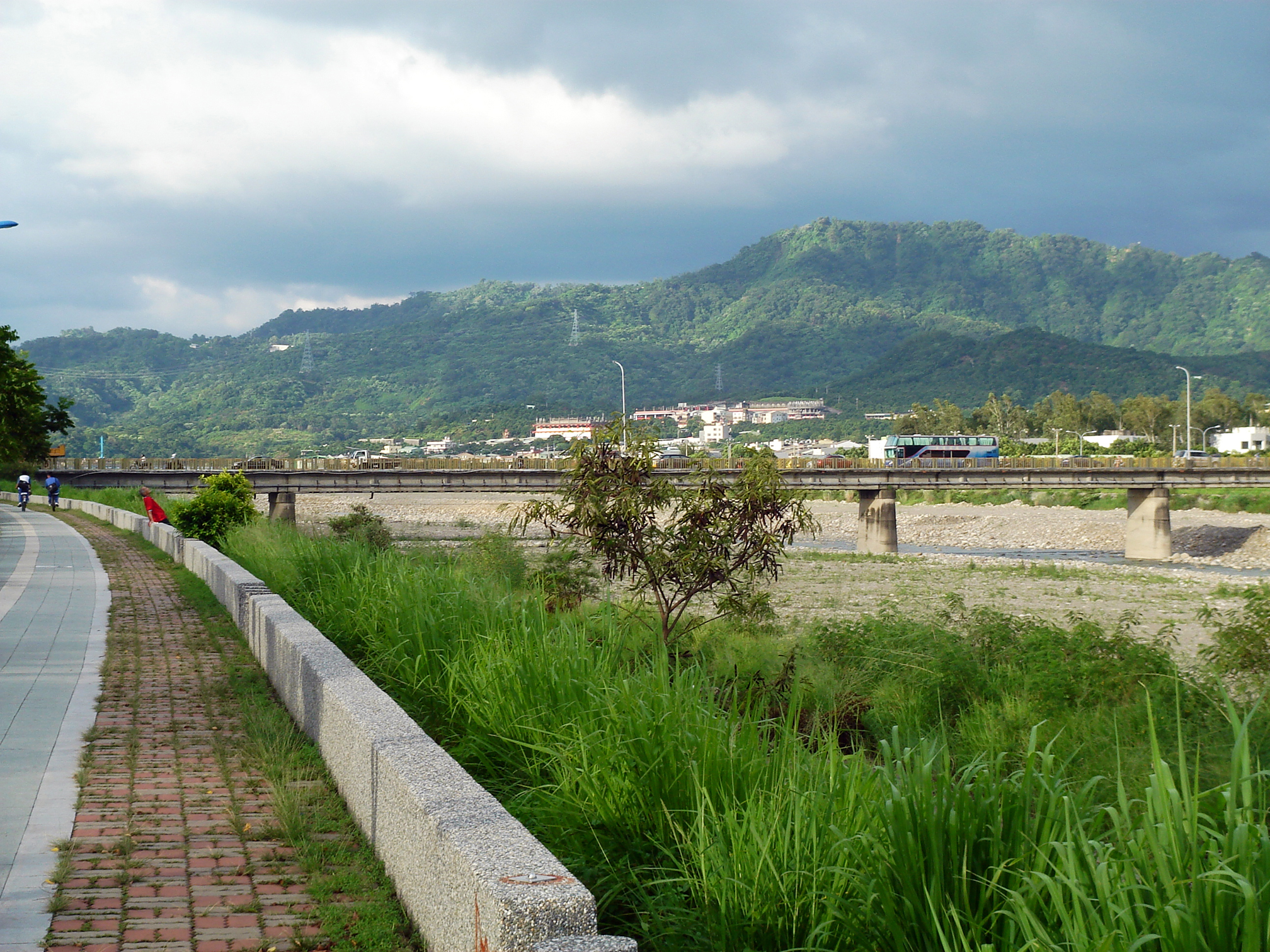
頭汴坑溪，遠方為太平頭汴坑山區

太平區主要溪流由西北往東南依序為旱溪、大坑溪、廍子溪、頭汴坑溪及草湖溪，此五條河川均發源於大橫屏山山區，並先後匯入大里溪再向西流經烏日區，最後匯入烏溪，各溪相距甚近成網狀:68。
旱溪發源於豐原區公老坪，主流長約33.5公里，流經太平區西北邊，並形成太平區與臺中市區的天然界線，再向下流經精武橋、東門橋及東昇橋後，最後於六順橋下游一帶匯入大里溪。與臺灣多數小溪相同，旱溪雨季時經常溪水暴漲，枯水期則河床裸露。大坑溪是大里溪的上游之一，發源於頭嵙山（標高859公尺），主流長約15.8公里，向下流經太原五號橋、新光橋、十甲橋、十甲二橋及東平橋後，最後匯入廍子溪。2001年隨著大里溪治理計畫完工，大坑溪在距離廍子溪不遠處新闢一條長約1,600公尺的新河道，為「大坑排水道」:70。廍子溪發源於頭嵙山南麓，主流長約11.5公里，流經廍子橋、坪林橋、溪洲橋後，最後於東平橋一帶匯入大里溪:71。
頭汴坑溪是大里溪的中上游之一，發源於大橫屏山，主流長約22.33公里，依序有北坑溪、東坑溪、大湖桶溪、茅埔坑溪、鹿渡坑溪及南坑溪等支流匯入，當中僅北坑溪發源於新社區，其他溪流皆發源自大橫屏山上，頭汴坑溪流經太平區的一江橋、光興隆大橋、光德橋、新仁橋與大里區的立仁橋後，於大里區仁化里一帶匯入大里溪，再流向烏日區後匯入烏溪。頭汴坑溪為太平區流域面積最廣的溪流，並與太平區的開發關係最為密切，以樹枝狀貫穿太平區的山地、丘陵與平原地區，是太平區最主要的溪流:71。草湖溪發源於太平、霧峰兩區交界的大湖山，主流長約14.93公里，流經太平區的黃竹坑與大里、霧峰兩區後，與乾溪匯合，再向下流經大里區夏田里一帶匯入大里溪:72。
此外，太平區尚有23條大小支流貫穿該區的山區、平地:72－79。大潭仔是太平區唯一的湖泊，位於一江橋東北方500公尺的山坡上，三汀山的半山腰，海拔高度約為159公尺:79。

### 氣候
太平區的氣候屬副熱帶季風氣候，東部山區由於海拔較高，且水域、天然林廣布，故氣溫略微涼爽，年均溫約為攝氏20至22度；西部平地地區年均溫約為攝氏23度，各月間溫差不大。太平區月均溫最高月份為8月的攝氏28.5度，最低月份為1月的攝氏16.2度:97－100。太平區雨量集中在每年5月至8月，雨量分布由西向東遞增，西部地區年平均雨量為1,642毫米，東部山區年平均雨量約為2,333毫米，夏季的西南季風及颱風為主要降雨量來源:100－101。

### 人口
根據臺中市政府民政局統計，2024年底太平區戶數約7.6萬戶，人口約20.0萬人，是臺中市人口第四大區，在中臺灣所有鄉鎮市區之中則排行第五多，境內的西部平原地區為太平區的人口主要集中地區:64。區內人口最多與最少的里分別是新高里與黃竹里，2024年底兩里人口分別為13,341人與610人；人口密度最高與最低的里分別是新城里與黃竹里，2024年底兩里人口密度分別為每平方公里31,577人與每平方公里26人。
族群結構上，太平區的主要族群為福佬人，約佔全區八成五至九成三的人口:353－354，客家人主要分布於頭汴、東汴兩里，客家人約佔該兩里五成六的人口:353，坪林一帶地區曾是日軍軍事基地，國民政府遷臺後也沿用該處的軍營，因此於今光華、坪林、中山三里等地建有坪林新村、坪林新城、慈光二村、慈光七村、預立二村等眷村:354。建物老舊且巷道狹窄的典型眷村社區，尚有興隆里的冬瓜山眷村與建國里的建國新村等地:354－355。由婦聯會或政府出資興建的榮民眷舍分為光華里的坪林新城、中山里的自立新城、光華里的慈光二村與坪林里的慈光七村，而由公家機關自行興建後配發予內部職員居住的宿舍，有國軍臺中總醫院的慈光十五村、慈光十九村等兩處:355。此外，2024年底太平區原住民人口計有3,722人，是臺中市原住民人口分佈第二多的區（僅次於和平區），原住民族人口前四多的族群分別為阿美族、排灣族、布農族與泰雅族，而在各里分布上以福隆里最多，其次則有新坪里、永成里等地。姓氏分布方面，太平區的前十大姓氏分別是林姓、張姓、陳姓、廖姓、賴姓、劉姓、黃姓、何姓、楊姓、李姓:369。
2024年12月31日，太平區人口突破20萬人。

## 政治

### 歷任首長
| 任次 | 姓名   | 上任日期       | 卸任日期      | 備註 |
| ---- | ------ | -------------- | ------------- | ---- |
| 1    | 余文欽 | 2010年12月25日 | 2014年10月1日 |      |
| 2    | 黃發智 | 2014年10月1日  | 2015年6月15日 |      |
| 3    | 陳小菲 | 2015年6月15日  | 2019年2月12日 |      |
| 4    | 許貴芳 | 2019年2月12日  | 2025年1月16日 | 退休 |
| 5    | 陳柏宏 | 2025年1月16日  | 現任          |      |

### 區政組織

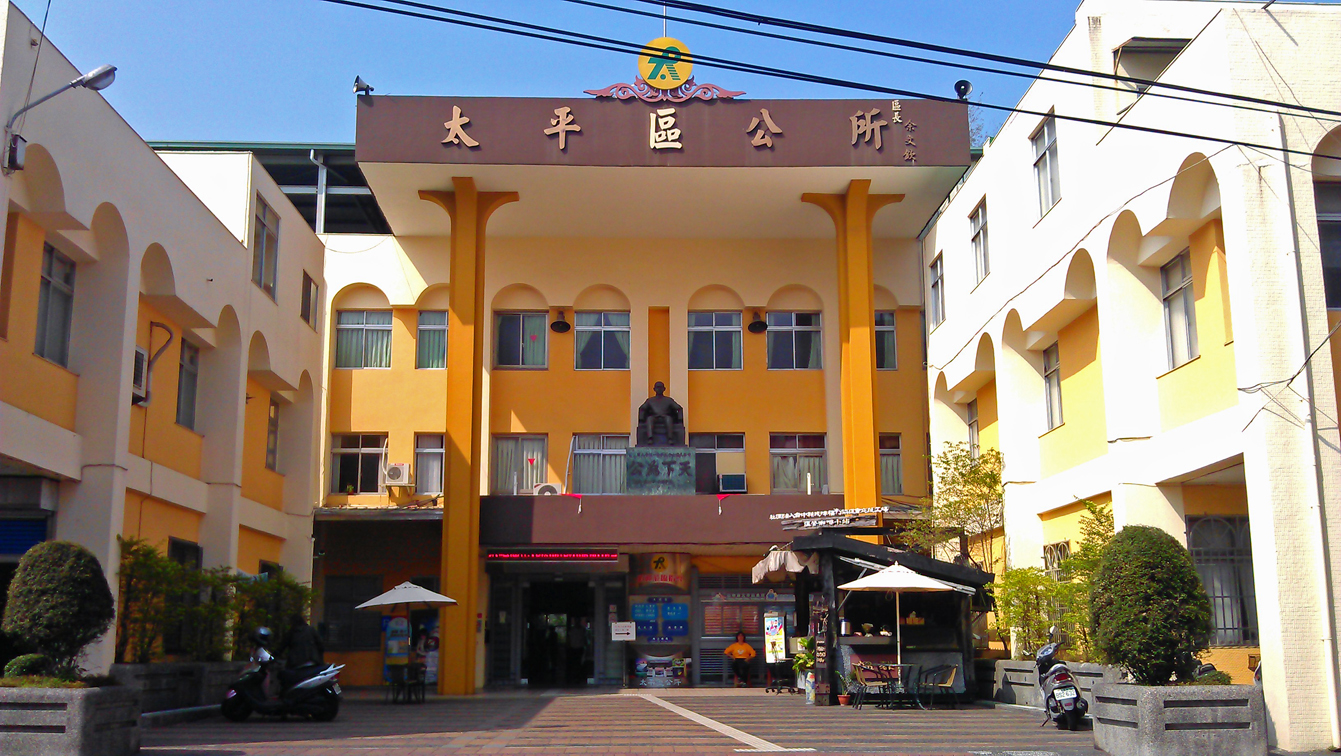
太平區公所

太平區公所是臺中市政府在太平區的派出機關，在中華民國政府架構中為市政府綜理區政的執行機關，上級業務監督機關為臺中市政府。区长由市長任命，其任期為無任期保障。在區長及主任秘書之下，設有5課4室等9個內部單位。
目前的辦公大樓位於太平國小後方，興建於1980年，目前遷建計畫，將撥用位於祥順路一段與宜昌東路160巷口的文中三用地興建聯合行政中心。
太平區為臺中市議會第十二選區，在市議會的65席市議員中，太平區共選出4席市議員。

### 行政區
現今太平區行政範圍的確立，來自於1920年，日本將臺灣十二廳改為五州二廳，設大平庄屬臺中州大屯郡。大平庄轄大平、三汴、番子路、車籠埔、頭汴坑等5個大字:384。1925年，大平改名「太平」:1287。1945年，改為「太平鄉」，屬臺中縣大屯區:390。1950年，裁撤區署，太平鄉改直隸於臺中縣:390。1996年8月1日，太平鄉改制為「太平市」:387。2010年12月25日，臺中縣市合併改制為直轄市，太平市改制為市轄區「太平區」，隸屬臺中市。
太平區共轄39里714鄰，其行政區域分布情形為：
| 太平區行政區劃 |        |      |        |      |        |      |        |
|                |        |      |        |      |        |      |        |
| 編號           | 里名   | 編號 | 里名   | 編號 | 里名   | 編號 | 里名   |
| 1              | 新福里 | 2    | 新光里 | 3    | 新興里 | 4    | 新高里 |
| 5              | 新城   | 6    | 新吉里 | 7    | 新坪里 | 8    | 光華里 |
| 9              | 光明里 | 10   | 中山里 | 11   | 宜昌里 | 12   | 宜佳里 |
| 13             | 宜欣里 | 14   | 豐年   | 15   | 東平里 | 16   | 中興里 |
| 17             | 中政里 | 18   | 太平里 | 19   | 永成里 | 20   | 中平里 |
| 21             | 永平里 | 22   | 成功里 | 23   | 建興里 | 24   | 建國里 |
| 25             | 平安里 | 26   | 長億里 | 27   | 德隆里 | 28   | 永隆里 |
| 29             | 光隆里 | 30   | 興隆里 | 31   | 福隆里 | 32   | 東和里 |
| 33             | 勤益里 | 34   | 坪林里 | 35   | 大興里 | 36   | 聖和里 |
| 37             | 頭汴里 | 38   | 東汴里 | 39   | 黃竹里 |      |        |

## 經濟

### 農業
太平區土質屬砂岩及頁岩質土壤，礫石層較為浮出，地形主要結構為丘陵，縱橫交錯的河谷形成零碎區塊，可耕地面積較少。河川羅列全境，密度較高，隨著霧峰林家林石得第四房林棣家族入墾，進入頭汴坑一帶開渠灌溉，奠定了太平區農業的基礎:543。在農產品方面，太平區農業主要種植青果類，由於地形、交通、土壤及灌溉水源等因素，稻作耕種較為艱困:583，甘藷、玉米、大豆等其他普通作物也較少產量:583－586。菸草、甘蔗、樹薯、落花生、胡麻、香水茅等特用作物多為少量生產或已停止生產，其中以菸草收穫量最多:586－589。蔬菜類主要以竹筍為大宗:589－591。水果類生產則主要有香蕉、梨、柑橘、荔枝與枇杷等:591－594。整體而言太平區的東部山區一帶為主要農業區，並設有「頭汴坑休閒農業區」。

### 工業
1950年代太平區的工業主要為加工業及紡織業等小型工廠，進入1960年代時透過歷任地方首長爭取交通改善，並吸引了製鞋業、化學業、石化業等產業的大型工廠進駐:616。1970年代至1990年代之間由於都市計畫的實施，太平中邑工業區及大里工業區的成立，以及機械製造業、製鞋業等產業的大型企業的進駐，使得太平區逐漸邁進工業社會，是太平區工業蓬勃發展的階段:617，甲堤路、新仁路、中山路、精美路等4條路也皆有數間工廠的分佈:620－621。1990年代起隨著資訊與科技的興起，太平區的電腦通信視聽電子、電子零組件製造業等產業發展始為興盛:620、625。2000年代以後，太平區的工業類別主要有機械設備製造修配業、金屬製品製造業及塑膠製品製造業等三項產業:622。2016年，臺中市政府公告在太平區西南側的台糖土地設置太平產業園區，並於2021年6月正式全數完工，輔導地區傳統產業的轉型及非法佔用農地之工廠辦理登記。

### 商業
二戰後初期的太平區商業型態主要為攤販，而頭汴村、東汴村、光隆村、黃竹村等地以小型雜貨店較多:633。1970年代起因工廠的進駐，大量勞工移入促使居民生活型態改變，帶動太平區商業及房地產業的蓬勃發展。1990年代後因大型量販店的進駐，太平區的社區中小型便利商店數也隨之迅速增加:634。以地區而言，太平區西部的盆地地區是其主要的人口活動區，而在東平路以北的北太平地區商業活動主要在中山路及樹孝路一帶，以南的南太平地區則集中於中興路及太平路一帶。

### 金融業
太平區的金融業在戰後初期，一般民眾存提款僅能透過農會信用部，一直到1957年1月16日，車籠埔郵局的成立，才改善儲匯與郵政交通的不便:635－636。之後除了陸續成立郵局以外，至1982年時，成立臺灣中小企業銀行太平分行，是太平區的第一間銀行分行，隨後也有數間銀行機構分行的成立:637－640。目前太平區內共有16間銀行、1間信用合作社分社及1間票券商。
太平區農會成立於1925年，名有限責任太平信用販賣購買利用組合:594。1944年2月28日，改組太平庄農業會:596。期間經歷太平區各階段改制變更，經歷過太平鄉合作社、太平鄉農會、太平市農會:597－599。2010年，改名太平區農會。因應地方業務需要及擴大服務，設有推廣、供銷、保險、企劃稽核、資訊、信用、會計、會務等部門，除信用部外，並陸續成立新光辦事處、頭汴辦事處、光隆辦事處、中山辦事處、東平辦事處、坪林辦事處、新興辦事處等:598－600。

## 文化
太平區宗教的起源是通俗信仰，早期先民來臺前常到原鄉寺廟奉請神像分身或香火袋，庇佑旅途平安。抵臺後基於感激神恩的心理，便將神像或香火袋供奉在安家落戶的地方，早晚膜拜。日後若是生活有所改善，便集資興建宮廟。有與先民早期的生活與開墾、霧峰林家分支、漢番衝突等有關的寺廟:973。創立最早的佛教信仰為屬齋堂形式的觀音座蓮寺:973、1025。西方教派方面，基督教在日治時期傳入太平區，天主教則在1970年代左右傳入:973。太平區特有的信仰型態，有祭祀太師公的新發堂、主祀金童仙子的代金天仙宮府、配祀吾子千千歲的興豐宮等:974、1023。太平區的區域性群體宗教活動，有十八庄迎媽祖，東汴、頭汴迎媽祖，以及太平、中平、東平、新光迎媽祖等:984－986。最主要的神明會是彰化南瑤宮會媽會，在太平區設有10個會媽會，其他尚有四媽聖母會、新光十媽聖母會、帝爺會神明會、神明會同敬堂、林九牧公等:986－990。

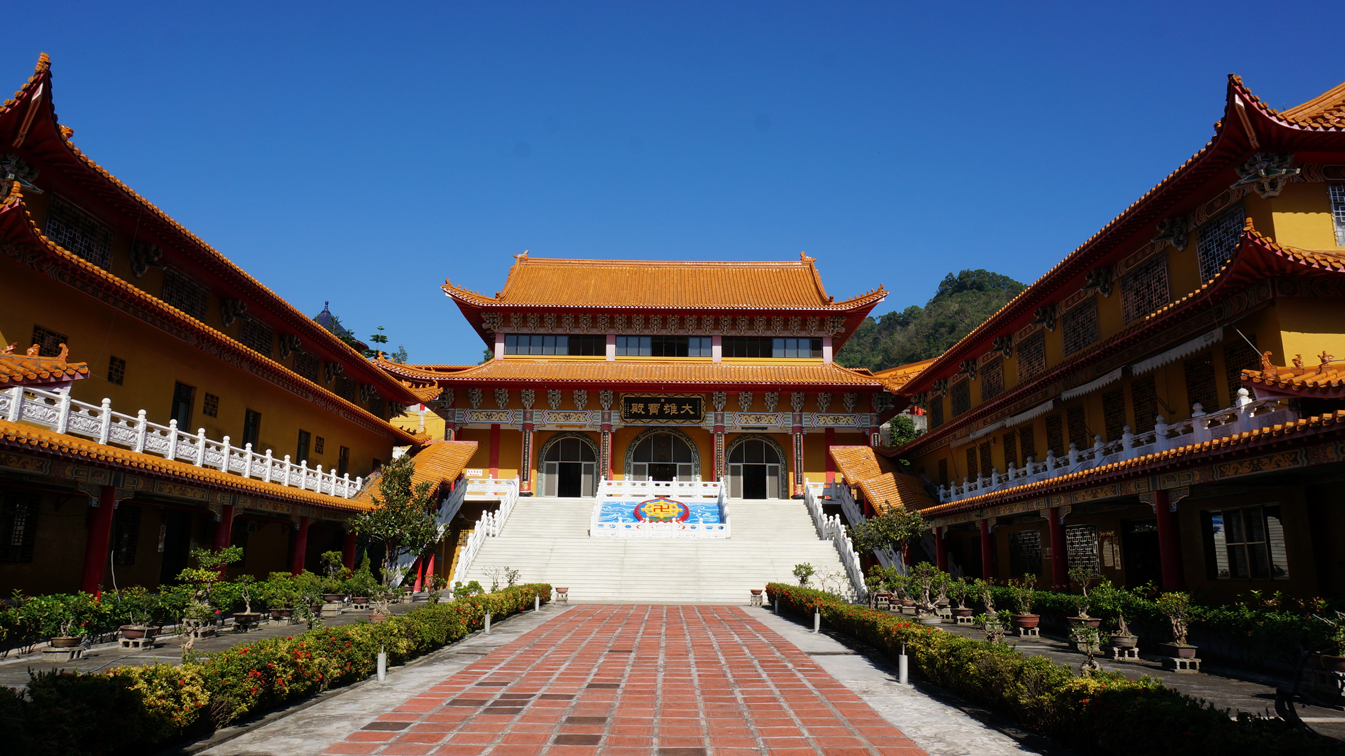
護國清涼寺

太平區的道教主神有媽祖、土地公、地藏王、池府千歲、瑤池金母、張府天師、玄天上帝、雷府千歲、玉皇大帝、三府王爺、金童仙子、道德天尊、觀世音顯聖奇石菩薩、關聖帝君、太白金仙、三太子、觀音大士（南海普陀菩薩）、道濟禪師、三官大帝、九天玄女等22位神祇:991－1024。太平區的佛教信仰分為位於黃竹里的淨德寺、靈山禪寺，位於坪林里的願西精舍、慈光寺，位於光隆里的淨業精舍，位於宜欣里的佛光忍壽堂，位於新光里的華雨精舍、慈恩精舍，位於頭汴里的福嚴寺、妙洸精舍、觀音座蓮寺，位於東汴里的六佛茅蓬、佛恩寺、護國清涼寺、菩提淨園、天來寺等16間寺院:1025－1038。太平區的一貫道信仰分為寶光組建德支線、寶光組崇正支線與發一組天恩線等三祖線，寶光組建德支線在東汴里設有寶龍山慈恩巖（又稱「天圓彌勒院」），寶光組崇正支線在東平里設有崇正寶宮，發一組天恩線則在頭汴里設有天德佛院:1039－1044。位於東汴里的華蓮究修院（又稱「天寶聖宮」）為太平區唯一的軒轅教道場，但隨2004年的七二水災沖毀進入道場的橋樑，今已荒廢多年:1044－1045。太平區的基督教信仰分為台灣基督長老教會臺中小鎮教會、太平教會、台中市召會太平會所、福音浸信會坪林教會、浸禮聖經會太平會幕堂、中山教會、太平聖教會、中華福音信義會沐恩堂、協同會溪水邊教會、聖公會景星堂、中國佈道會愛作伙教會、臺中伊甸園教會、真耶穌教會臺灣總會太平教會等:1046－1059，天主教信仰則有位於中平里的道生堂:1059－1060。

## 教育

### 教育發展

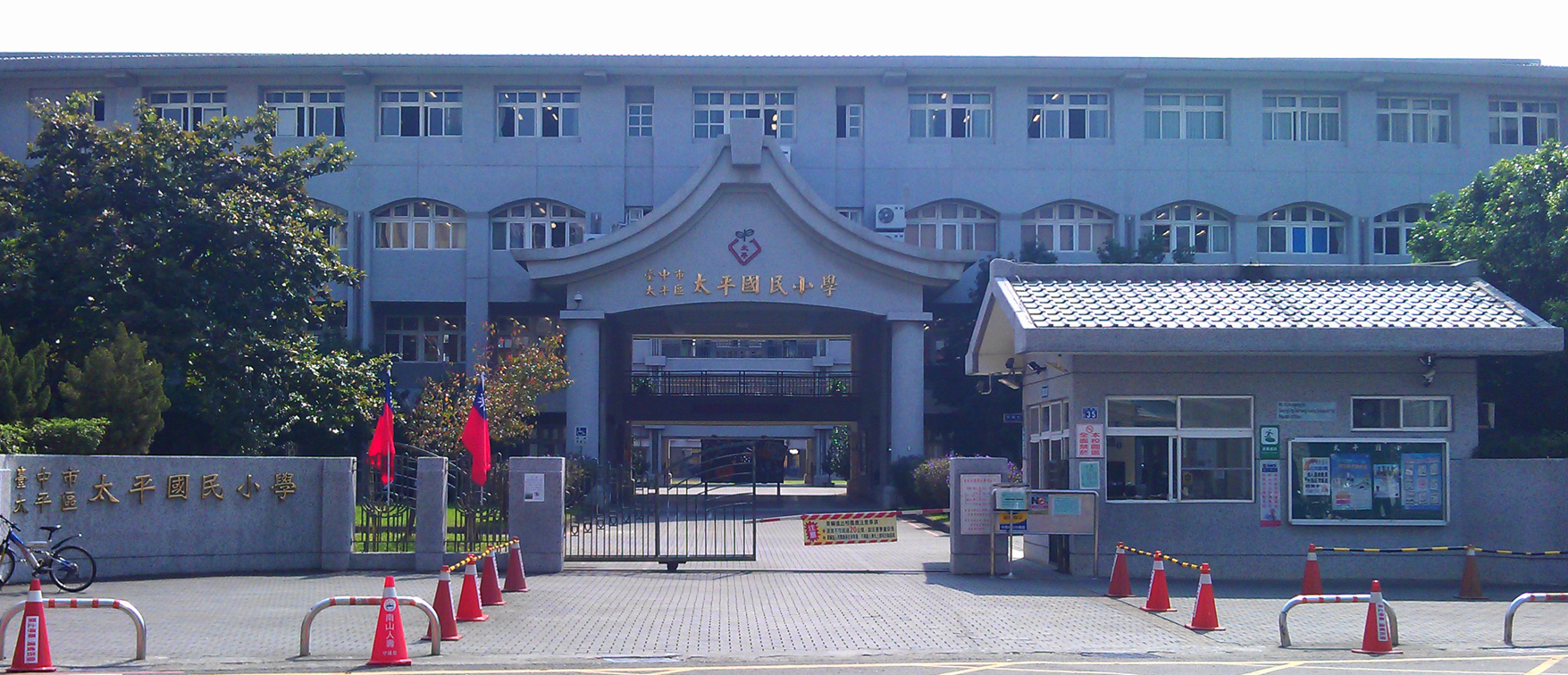
臺中市太平區太平國民小學校門

早期太平區屬於偏遠地區，水田缺乏且交通不便，教育發展較為緩慢:865。清領時期，太平區尚無正規儒學，距離當地最近的清代府州縣廳學是彰化縣儒學（今彰化孔子廟）:866，而與教育相關之私塾並無固定地方，以林家為主，屬個別教學，所教導之內容應為四書五經:865。直到日治時期，於1918年成立大平公學校（今太平國小），是太平區最早成立的正規教育機構:865、866、867。其後又分別於1930年4月1日成立車籠埔分教場、1942年4月1日成立頭汴坑分教場（今頭汴國小），其中車籠埔分教場復於1943年4月1日獨立為車籠埔國民學校（今光隆國小）:868。而在社會教育方面，太平區最早成立的社會教育機構，是於1931年4月成立的番子路講習所。截至1938年，太平區主要的教育機構除了公學校及其分教場，尚有番子路國語講習所、頭汴坑國語講習所、三汴國語講習所、大平國語講習所、大平國語專修學校、車籠埔國語專修學校、頭汴坑國語專修學校、番子路國語專修學校、三汴國語專修學校等:870。
戰後1960年代至1970年代起，太平區土地漸次開發，外來人口增加，教育慢慢普及:865。期間與之後，陸續增設坪林國小（校本部及坪廍分校）、新光國小、宜欣國小、建平國小、東平國小、黃竹國小、東汴國小、中華國小、新平國小、車籠埔國小、長億國小等:880。而在中等教育方面，太平區最早成立的中等教育機構，是於1967年5月成立的沙鹿初級中學太平分部（今太平國中）:940，之後又陸續增設中平國中、長億國中（今長億高中）、新光國中、弘仁中學（今華盛頓中學）:944－960。到了2000年代時，原址位於霧峰區、緊鄰臺灣省議會的慈明商工因九二一大地震而造成校園建築損毀，故於車籠埔地區重建校地，遷校至此並改制為慈明高級中學:955－956。在2010年至2014年間，主校區原址位於北區的光華高工在太平校區的污水處理廠、實習大樓、教室陸續完工，遂於2014年6月28日遷校至太平校區。

### 各級學校

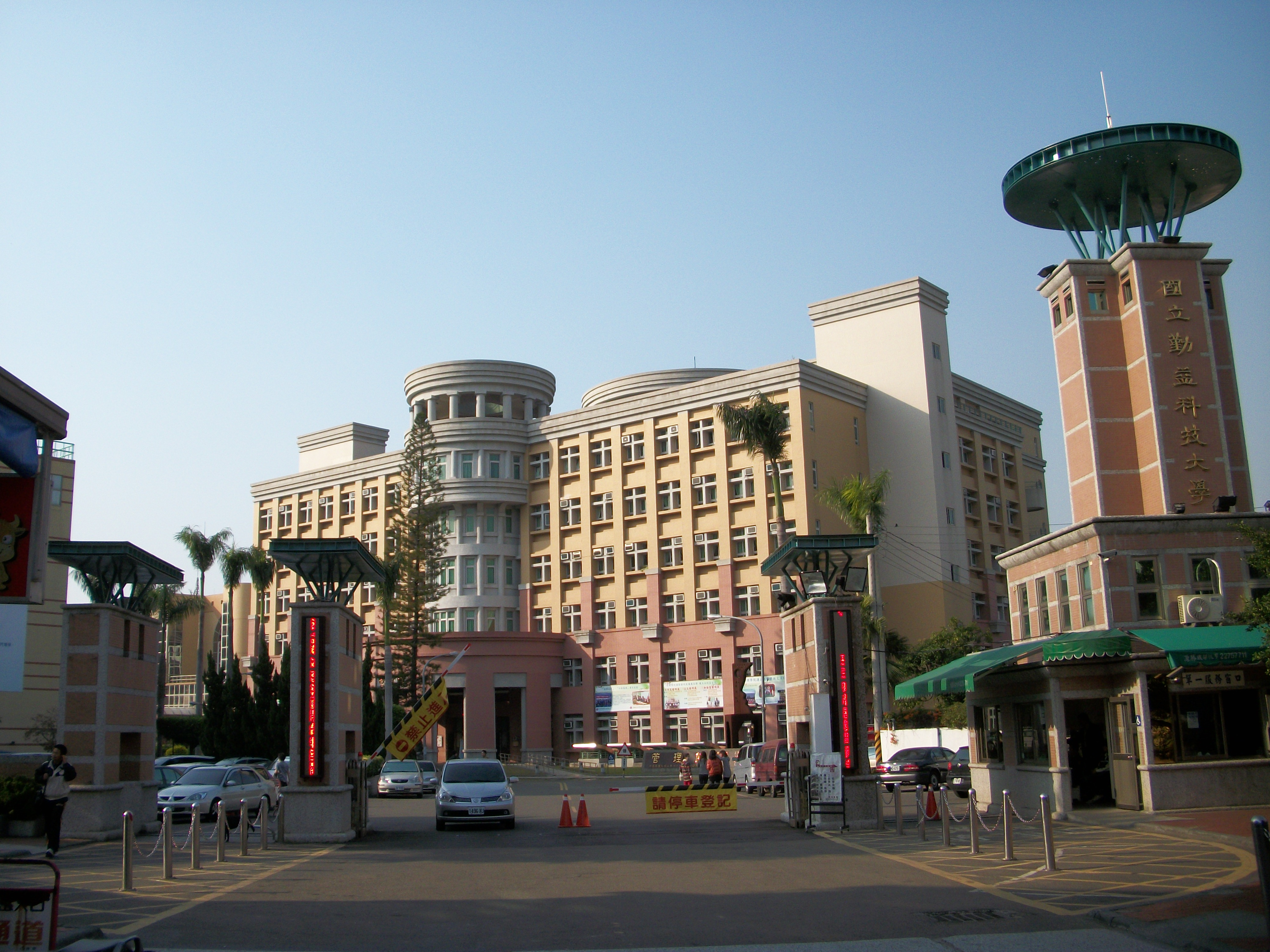
國立勤益科技大學校門

1971年8月，由分別自軍中退役與自省議員卸任的張明與王國秀，合作創辦「私立勤益工業技藝專科學校」:961、962。期間經歷私立專科學校、國立專科學校、國立技術學院及國立科技大學的變更，經歷過私立勤益工業專科學校、私立勤益工商專科學校、國立勤益工商專科學校、國立勤益技術學院的年代，2007年2月1日，改名國立勤益科技大學。全校設有4個學院與通識教育學院，下設18個學系、13個碩士班、4個碩士在職專班、2個碩士學位學程、2個博士班、1個博士學位學程。
太平區現有大專院校1所，為國立勤益科技大學1校:961－964。公私立高級中等學校4所，分別為臺中市立長億高級中學（附設國中部）、臺中市私立華盛頓高級中學（附設國中部）等普通型高級中等學校2校，以及臺中市私立慈明高級中學、臺中市光華高級工業職業學校等技術型高級中等學校2校:948－951、955－960。其他公立教育機構計有臺中市立太平國民中學、臺中市立中平國民中學、臺中市立新光國民中學等3所國民中學:940－954，臺中市太平區太平國民小學、臺中市太平區光隆國民小學、臺中市太平區頭汴國民小學、臺中市太平區坪林國民小學、臺中市太平區坪林國民小學坪廍分校、臺中市太平區黃竹國民小學、臺中市太平區新光國民小學、臺中市太平區東汴實驗國民小學、臺中市太平區宜欣國民小學、臺中市太平區建平國民小學、臺中市太平區中華國民小學、臺中市太平區東平國民小學、臺中市太平區新平國民小學、臺中市太平區車籠埔國民小學、臺中市太平區長億國民小學、臺中市太平區新高國民小學等16所國民小學:880－940。

### 社會教育
- 臺中市大屯社區大學

### 公共藝文教育區
- 臺中市屯區藝文中心
- 臺中市立圖書館太平分館
- 臺中市立圖書館太平坪林分館
- 太平國民暨兒童運動中心

## 醫療
- 國軍臺中總醫院（803醫院）
- 太平澄清醫院
- 賢德醫院
- 長安醫院

## 交通

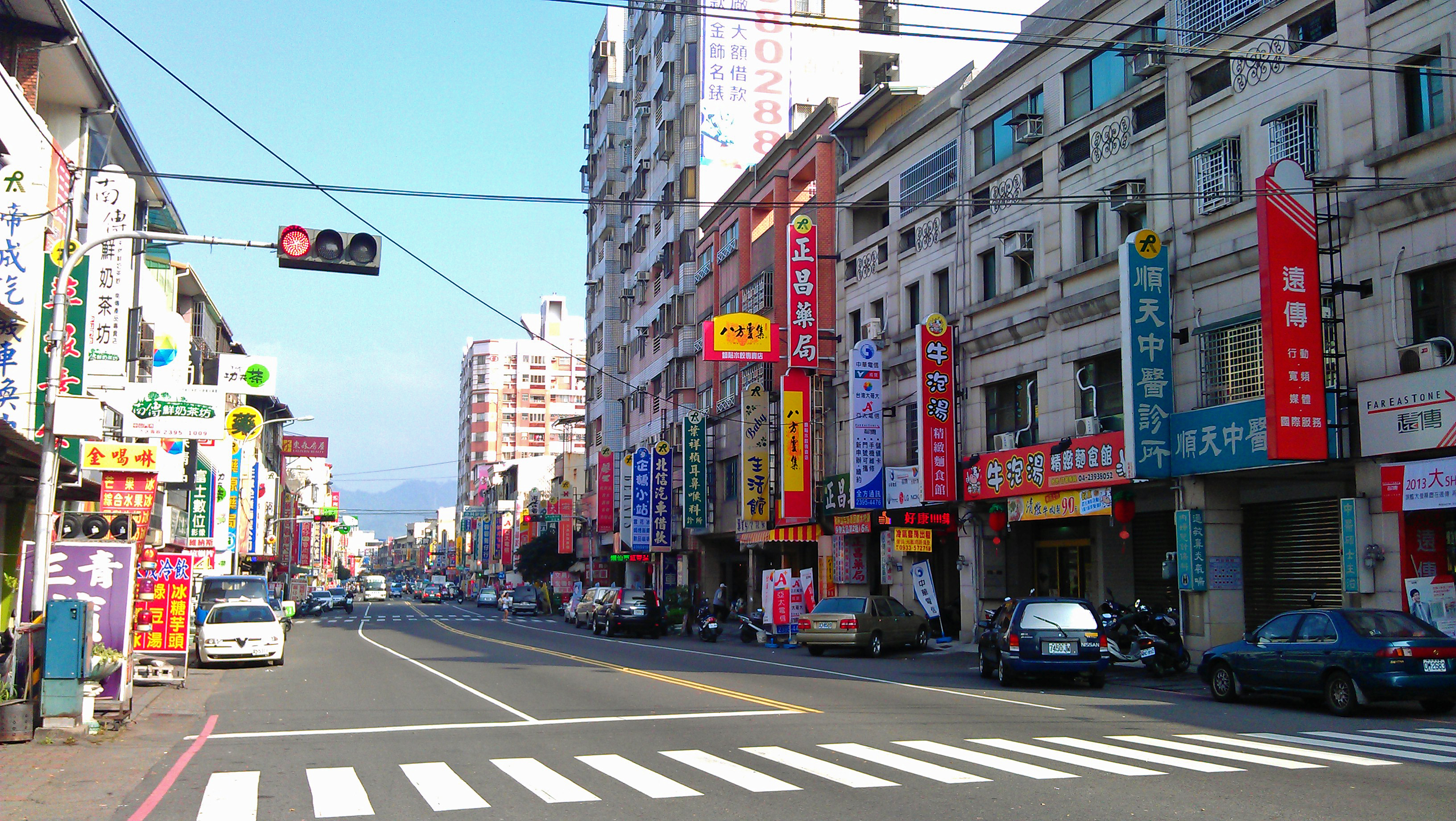
北太平主要道路 中山路

### 公路
省道快速公路
太平區境內共有1條省道。台74線，即快官霧峰線，以南北向穿越太平區西北部，並在太平區內設有1處太平交流道，由此往北可前往北屯、潭子、西屯、南屯、烏日、彰化等地，並在北屯區連接國道一號，亦可南接大里、霧峰等地並匯入國道三號。
市道
太平區境內共有市道2條。市道129號即大興路、中山路（二、一段）、東平路和光興路，北接北屯區大坑、新社區至石岡區土牛，以南北向穿越太平區，由廍子坑橋進入太平區，經大興路並於國軍臺中總醫院左轉接中山路二、一段，在東平路與市道136號相接，經過一江橋後右轉，並沿光興路在牛角坑橋銜接大里區健民路，後右轉仁化路，是太平區通往霧峰區的重要道路，道路全長約有34.261公里:755－756。原路面較為狹窄，自1980年代以後隨著太平區人口激增，交通流量變大，巔峰時段經常造成堵塞，之後歷經數次拓寬工程，至2004年6月起，市道129號路面已拓寬至15公尺。市道136號即太平路、中興路、中興東路、東平路和長龍路，西接東區、南屯區、龍井區，中間穿越沙鹿區後再進入龍井區，由振興路之太平橋進入太平區，經中興路、中興東路與東平路並於一江橋接長龍路一至四段，沿著頭汴坑溪、南坑溪往東南方上山，穿越埤頭山與大橫屏山脈，最後於南投縣國姓鄉龜溝連接台14線，道路全長約有57.391公里:756。市道136號的太平路、中興路路段之路寬約為20公尺，中平路路段縮為15公尺，東平路至一江橋路段恢復為雙向四線20公尺寬道路，是太平區通往臺中市區的主要道路，經過一江橋後的長龍路路寬約為12公尺，為山區觀光休閒主要道路，也是南投縣埔里鎮通往臺中市區的捷徑:756－757。
區內其他重要道路
太平區主要街道上的招牌統一採用含太平區徽的直立式招牌，與鄰近的霧峰區為臺灣招牌文化較為整齊的地區，不過該政策為時值尚未升格直轄市，還保有自治權之太平市所訂定，升格後因區公所無自治權，該政策已停止，現今街道招牌已不若昔時整齊，也少放上區徽。
- 環中東路三、四段
- (東區環中東路五段)－祥順路一段（原環太西路）－(北屯區祥順路一段)
- (台中後火車站)－(東區樂業路)－東平橋－東平路－一江橋－長龍路一~四段－（南投縣國姓鄉中西巷）－（國姓鄉龜溝）
- (東區振興路)－太平橋－太平路－光興隆大橋－興隆路一段
- 中興路－中興東路
- 永豐路－(大里區新仁路一段)
- 太平橋－甲堤路－內新橋－(大里區甲堤路)
- 中山路一段－中山路二段－坪林橋－中山路三段－(東區精武東路)－中山路四段－(東區精武路)
- 大興路－屯區藝文中心－長安東路－(北屯區廍子路)
- 中平路－新平路一段－溪洲橋－新平路二段
- (東區十甲東路)－樹德路－(北屯區軍功路一段)
- (北屯區樹孝路)－樹孝路－宜昌路－宜昌東路
- 長億六街－光德橋－光德路－(大里區鳳凰路) (原糖鐵中南線路廊)
- 一江橋－太堤西路－(大里區立仁路)
- 一江橋－太堤東路－(大里區仁堤路)
- 光興路－(大里區仁化路)

### 公車客運
臺中市市區公車經過太平市區主要的路線有3路（東山高中－新烏日車站）、51路（英才太平新幹線，莒光新城－大坑9號步道）、280路（臺中二中－修平科技大學）等3條路線，提供居民搭乘或轉運前往臺中市區、北屯區、大里區及烏日區等鄰近地區。東平路以北之北太平地區的公車路線行駛道路主要集中於中山路一帶，其他包括新平路、大興路、宜昌路、樹德路、祥順路等5條道路也有數條公車路線站點的分布，主要的路線有15路（臺中刑務所演武場－國軍臺中總醫院）、86路（臺中車站－國軍臺中總醫院）、241路（臺中刑務所演武場－吉星社區）等3條路線。頭汴坑溪以東之東太平地區的公車路線行駛道路主要集中於光興路、光德路等2條道路一帶（即車籠埔地區），經過光興路主要的路線有41路（公共資訊圖書館－修平科技大學）、280路、284路（臺中車站－修平科技大學）等，光德路主要的路線則有3路與7路（臺中一中－長億高中－永成公園），其他尚有少數公車路線行駛於長龍路、山田路等2條道路。而在幹線公車的部分，除了上述的51路，尚有56路（五權新幹線）、81路（黎明公益線）、302路（臺灣大道幹線公車）可前往新烏日車站、臺中車站、中港轉運站、臺中國際機場等地，74路（太平新幹線）則行駛台74線至潭子車站、和欣朝馬轉運站、高鐵臺中站及嶺東科技大學。
臺中市小黃公車是由臺中市政府交通局推動的公車系統之一，於2017年4月1日啟用，路線皆採固定時間發車且免費搭乘，乘車需於前一天預約，預約人數較多時則安排多輛計程車以提供載客服務，當中僅無臺中市市區公車行駛、停靠之路段可隨招隨停，以擴大公共運輸服務範圍至年長者、行動不便、偏遠地區、攜帶大型行李的民眾。行經太平區的小黃公車路線有黃5路（自強新村至黃竹里）等1條，提供福隆、興隆、光隆、永隆、黃竹等5個里的居民搭乘。

### 公共自行車
臺中市公共自行車租賃系統（iBike）是臺中市政府推動的公共自行車租賃系統，2013年6月開始規劃建置，2014年7月18日開始營運，2017年5月16日使用次數突破一千萬人次，太平區已於2016年2月5日正式引進YouBike1.0系統，並於2021年3月20日引進YouBike2.0系統，2023年6月28日全面停止營運YouBike1.0系統，改為僅營運YouBike2.0系統。資料截至2024年12月31日，YouBike2.0系統已在太平區設有63個站點，並可全市免調度費的甲地租車、乙地還車，提供註冊會員租借使用。

### 未來規劃
- 捷運系統：█大平霧線（可行性研究完成 送交中央初審）
- 台中捷運藍線：太平延伸線（可行性研究完成 送交中央初審）

## 旅遊景點

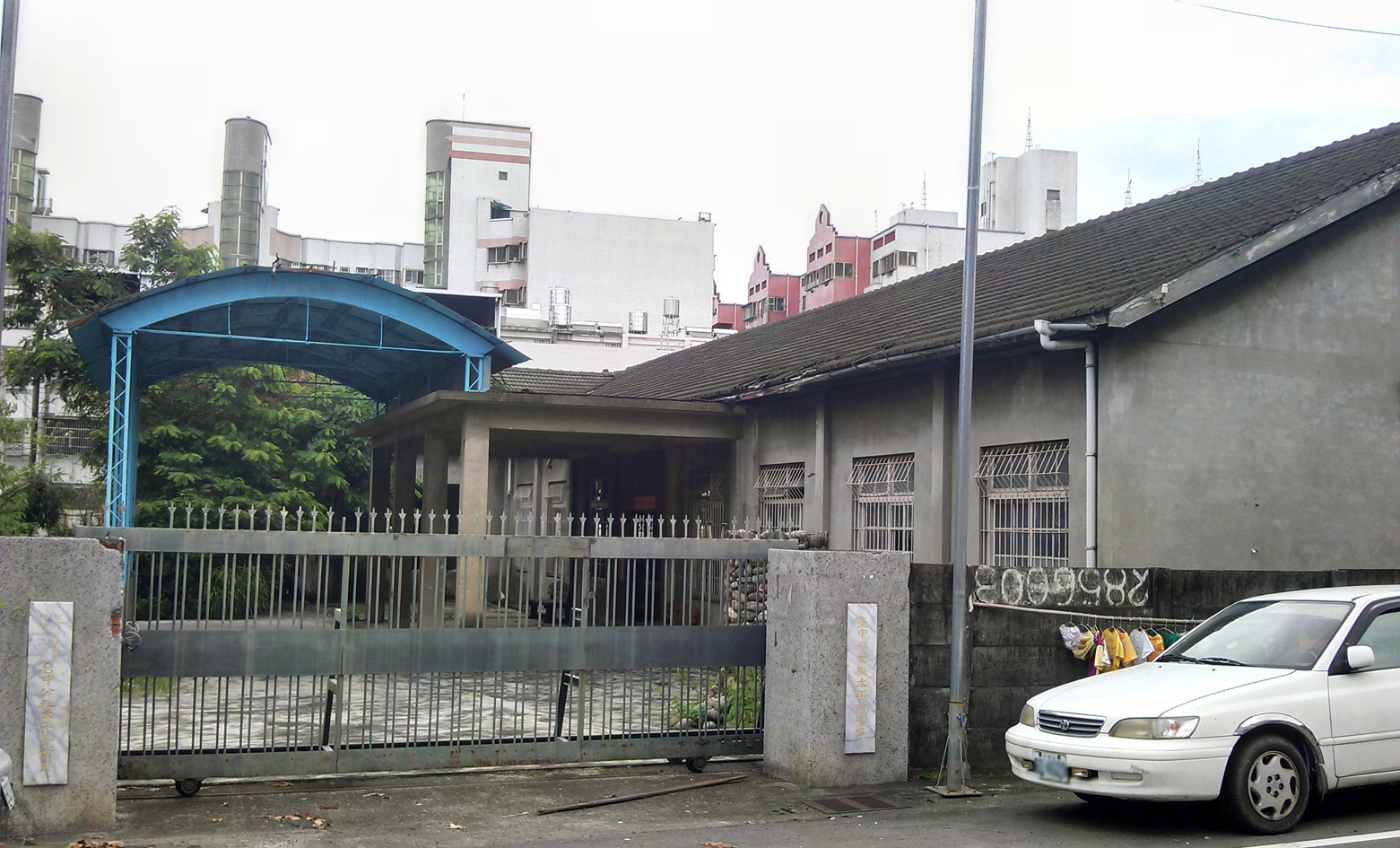
太平買菸場

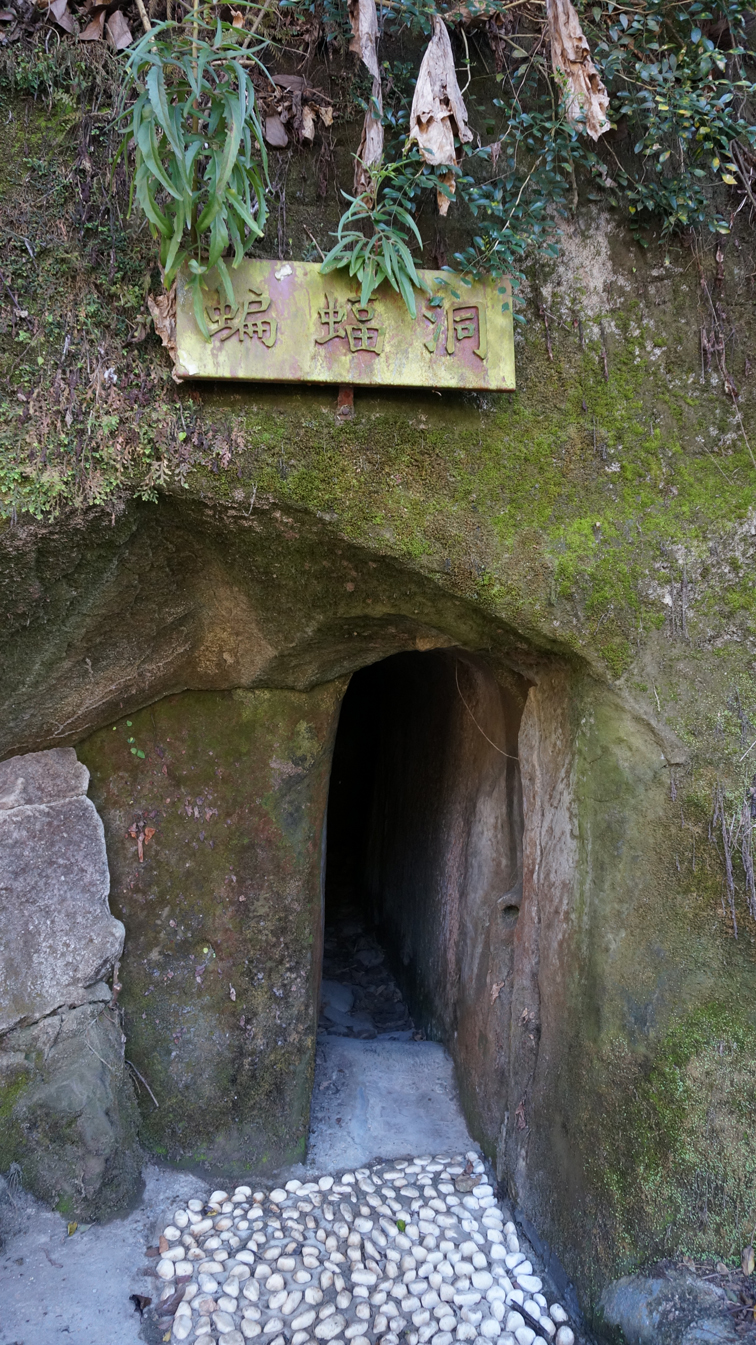
蝙蝠洞

太平區全區4/5面積為山地區域，觀光旅遊資源幾乎集中在東部山區，區公所將其劃成頭汴坑、酒桶山、車籠埔、草嶺及竹仔坑山系。太平枇杷節為太平區每年會舉辦的農特產文化祭。
文化資產
- 吳鸞旂墓園（吳家花園）：市定古蹟
- 太平買菸場：歷史建築-產業與民生設施類
- 頭汴坑警察官吏派出所：歷史建築-辦公廳舍類
- 九九峰：國定自然地景（範圍及太平、霧峰、草屯、國姓）

山區景點
- 頭汴坑山系：頭汴坑休閒農業區、草嶺步道、咬人狗坑步道、望高寮
- 酒桶山系：酒桶山風景區、仙女瀑布、赤崁頂
- 車籠埔山系：一江橋、南國巷小桂林、大潭仔、車籠埔樟樹公、太平廣興宮、太平古農莊文物館
- 草嶺山系：蝙蝠洞、護國清涼寺
- 竹仔坑山系：黃竹坑、草湖溪、林文察衣冠冢

其他景點
- 太平九二一震災紀念公園
- 太平馬卡龍公園
- 坪林森林公園
- 祥順運動公園
- 台中小鎮夜市
- 東平夜市
- 樹孝路商圈
- 太平太和宮
- 中台灣石龍宮承德府太平金虎爺分會
- 菲賓大哥廟

## 外部連結
- 太平區公所（页面存档备份，存于）